# モナコの歴史
モナコの歴史（モナコのれきし）では、モナコ公国の歴史について概観する。古代の人々によって初期は避難所、のちに要塞として使われ、現在のモナコ周辺の地理的陸標であった「モナコの岩」に始まる。その岩山は街を保護する観点や、軍事戦略的観点から重要なものであった。モナコはローマ帝国の崩壊後、14世紀から15世紀初期に至りリグーリアの一部として発展し、主に政治的理由からその地域を巡って抗争が繰り広げられた。抗争後はグリマルディ家の支配下に入り、フランスに一時期占領されていたことを除けば、現在までその支配が続いている。

## 初期の歴史とリーグリア

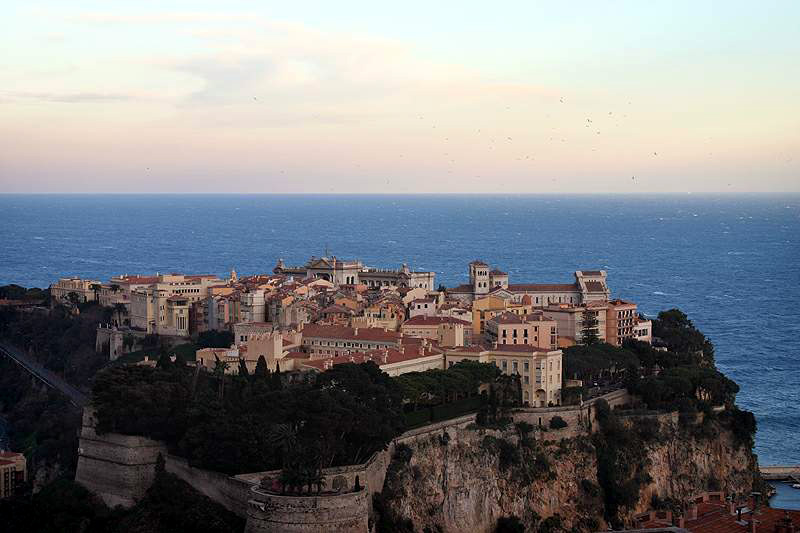
現代のLa Roche （岩山）

モナコとしての歴史が始まったモナコの岩は、旧石器時代の終わりにあたる、おおよそ前世紀40万年にはその地域の住民に避難所として使われていたことが、聖ジュディスト庭園内の洞穴での発見物で明らかになった。歴史家シケリアのディオドロスと地理学者ストラボンによれば、モナコに最初に永住したのは、現住地であったイタリア、ジェノバから移住し山に住んでいたリグーリア人であったという。
しかし、インド・ヨーロッパ語族であると推定される古代リグーリア語は、現代のリグーリアの住民が話すイタリア語の方言や、現代モナコ語との直接的つながりがない。

## ギリシア人による植民とヘラクレス神話
マッサリア（現代のマルセイユ）から渡ってきたポカイア人が植民地モノイコスを建設した。モノイコスの名称は、スペインからイタリアに通じる古代通路を建設したとされるギリシャ・ローマ神話の神ヘラクレス（羅:ヘルクーレス）への現地の崇拝に由来する。皇帝フラウィウス・クラウディウス・ユリアヌスもヘラクレスがモナコの港と海岸沿いの道を建設したということについて述べている。その道にはヘラクレスの祭壇が点在しており、モナコの岩の上に、彼のための神殿が作られたという。
その後、ヘラクレスの港という名前は古代の港のために使われた。「ただひとつのもの」を意味するMonoeciや「一軒家」を意味するMonoikosがヘラクレスやその神殿、岩の回りの周囲から孤立した共同体を示すのに使われるようになった。シケリアのディオドロスとストラボンにより編集された『ヘラクレスの旅行』によると、ギリシア人と現住のリグーリア人はどちらも、ヘラクレスがその地域を通ったと主張していた。

## ローマの支配
ガリア戦争の後、ユリウス・カエサルがギリシアへの軍事作戦のための休憩地として利用したモネコスはローマの支配下となり、アルプスの先にある海岸地域としてガリア・トランサルピナとして管理された。
ローマの詩人ウェルギリウスは「城のある海のそばの断崖、モネコス」（アエネーイス、VI.830)に住んでいたこと、もしくはヘラクレス神殿において「他の神々は一切同時に祀られていなかったことによる」（R. Maltby, Lexicon of Ancient Latin Etymologies, Leeds)と述べている。しかし、岩の地面や密集した都市が発掘を困難にしているのもあり、ヘラクレス神殿は未だに見つかっていない (Lucan 1.405)。
港に関しては、ローマの軍人ファビウス・ウァレンスが閉じ込められたことについて、ガイウス・プリニウス・セクンドゥスの『博物誌』やタキトゥスの『歴史』で述べられている。

## 暗黒時代からジェノバ人まで

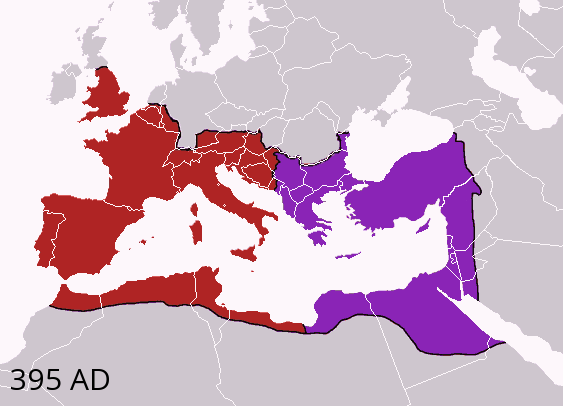
テオドシウス一世死後のローマ帝国の分割状況.
西ローマ帝国
東ローマ帝国(ビザンツ帝国)

モナコは西ローマ帝国が476年に崩壊するまでローマ帝国の支配下に置かれ続けた。その後、オドアケルに支配され、それは5世紀後半に彼が東ゴート王国により殺されるまで続いた。モナコは6世紀中頃にユスティニアヌス1世が治めていた東ローマ帝国と東ゴート王国との戦い（ゴート戦争）によって東ゴート王国からローマ帝国に取り戻されたが、7世紀になるとランゴバルド人に支配されるようになった。その後、モナコはランゴバルド人とフランク人の支配を交互に受けるようになった。この闘争でモナコの人口はほぼ完全になくなったが、975年、サラセン人が追放され、11世紀までにはモナコは再びリグーリア人の手で植民された。
1191年、神聖ローマ帝国皇帝ハインリヒ6世はリグーリア人の原住地であるジェノヴァに、モナコの宗主権を与えた。1215年6月10日、ジェノヴァから派遣された皇帝派（ギベリン）がフルコ・デル・カッセロの主導で岩の頂点に要塞の建設を始めた。この日付はしばしばモナコ近代史の始まりの日とされる。
皇帝派はその要塞を戦略的な軍事用の砦とし、その地域の支配の中心に据えることを意図していた。そのために、モナコの岩の砦の周りに人を移住させて必要な駐屯兵を援助するために、要塞周辺へのジェノヴァなどの周辺都市からの移住者を生み出そうとして、払下げ公有地や免税を移住者に提供した。

## グリマルディ家支配

モナコ軍の紋章

オットー・カネッラの子孫であり、彼の長男であるグリマルド・カネッラから名前をとったグリマルディ家は、教皇派（ゲルフ）ジェノヴァ人の中で古くから優勢であった一家である。彼らは教皇派と皇帝派の派閥争いから逃れるために、フィエスキを含む、他の様々な教皇派の家を引き連れてモナコに来ていた。
フランチェスコ・グリマルディは、ジェノバ共和国の主権の下で、1297年に、グリマルディ王朝を始め、モナコの岩山を支配した。その後、1346年にマントン、1355年にロクブリュヌ＝カップ＝マルタンに支配を広げた。
1338年には英仏海峡での軍事行動に、フランスやジェノヴァの軍隊とともに、カルロ・グリマルディ率いるモナコ軍艦が参加した。その際に手に入れたサウサンプトンからの略奪品はモナコに持ち帰られ、公国の繁栄に寄与した。
モナコ公オノレ2世は1633年にスペインから、1641年にはペロンヌの条約でルイ8世統治下のフランスから、主権独立を維持した。それ以来、モナコは1793年から1814年5月17日までのフランス革命の間のフランスの支配を除き、グリマルディ家の支配下となっている。

## サルデーニャ王国の保護領時代
フランスの支配が終わる1814年、公国は再建されたが、1815年のウィーン会議によりサルデーニャ王国の保護領となった。この状況は1860年、トリノ条約によってサルデーニャ王国がサヴォワを含むニース周辺地帯を割譲するまで続いた。この半世紀に及ぶ保護領支配があるため、イタリア語はモナコの公用語となっていた。このためモナコの方言はフランス語よりはイタリア語に近いが、フランス語の影響も受けている。
この保護領時代には、マントンとロクブリュヌ＝カップ＝マルタンが独立宣言をしたために緊張が続き、両地域はサルデーニャ王国による併合と、イタリア統一運動への参加を望んでいた。その後、モナコは2つの都市の統治権を諦め（両都市は国土の95％を占めていた）、400万フランと引き換えにフランスに譲渡された。この譲渡、およびモナコの主権が1861年のフランスモナコ条約により認められた。

## 19世紀のモナコ
ナポレオン・ボナパルトの敗北後の1815年のウィーン会議によってサルデーニャ王国の保護領となり、1861年にはフランスモナコ条約においてモナコの主権が確認された。ここにおいてフランスはモナコ公国の存在を認めたが、以前のモナコの国土の95％（マントンとロクブリュヌ＝カップ＝マルタン）がフランスに併合された。その条約後、モナコの軍事防衛はフランスの責任となった。また、国内においてモナコ王は絶対的な権力を誇っていた。のちの1910年のモナコの革命で、1911年に国王が憲法の発布を強制されることとなる。
モンテカルロの有名なカジノは、オテル・ド・パリを運営したSocieté des Bains de Mer（海水浴協会）により1863年に開店した。Societé des Bains de Mer からの多くの税金は、モナコのインフラ整備にあてられた。19世紀、フランスとの鉄道が敷設されるとモナコの経済はますます発展を見せた。1918年7月、モナコに対しフランスが制限付きの保護をするというフランス・モナコ保護友好条約が結ばれ、1919年のヴェルサイユ条約の中で各国の承認を得た。この条約ではモナコの政策がフランスの政治的、軍事的、経済的利益と足並みを揃えることが示された。これは1918年に起こるモナコ継承危機に端を発するものであった。

## 20世紀のモナコ
ルイ2世はかつてフランス軍に長く籍を置いた経験を持ち、フランス寄りであったが、第二次世界大戦ではモナコを中立の立場に置こうとした。陸軍時代の旧友であったフィリップ・ペタンのヴィシー政権が成立しても中立を維持した。イタリア人子孫が多くを占めるモナコでは、イタリアのベニート・ムッソリーニ率いるファシスト政権の支持者が多かったこともあり、優柔不断なヴィシー政権の取り扱いなどを巡って、モナコは国内問題に苛まれた。
1942年11月にイタリア軍がモナコを侵略し、ファシストの傀儡政権を設立した。1943年9月にはムッソリーニのイタリアでの失墜を受け、ナチス・ドイツ軍がイタリア軍の代わりにモナコを占領し、ユダヤ人の追放を開始した。その中にはモンテカルロ・オペラ劇場の設立者であるルネ・ブルムが含まれており、彼はナチスの強制収容所内で死亡した。なお、ルイ2世の極秘指示により、モナコ警察は多大なリスクを抱えながらもゲシュタポが逮捕を予定している地域の住民に事前に警告をして回った。このドイツ支配はドイツ軍が撤退したことにより終了した。
ルイ2世が1949年に死亡した後は孫のレーニエ3世が王位を継承した。レーニエ3世は2005年に死亡し、現在は彼から王位を継承したレーニエ3世の息子のアルベール2世が大公となっている。
1962年にはモナコ憲法が改定され、死刑廃止、女性への参政権付与、基本的人権を保障するための最高裁判所の設置、フランス国籍を持つ者がモナコに移住することの規制などが定められた。
1993年にはモナコは全会一致で国際連合の正式な加盟国となった。

## 21世紀のモナコ

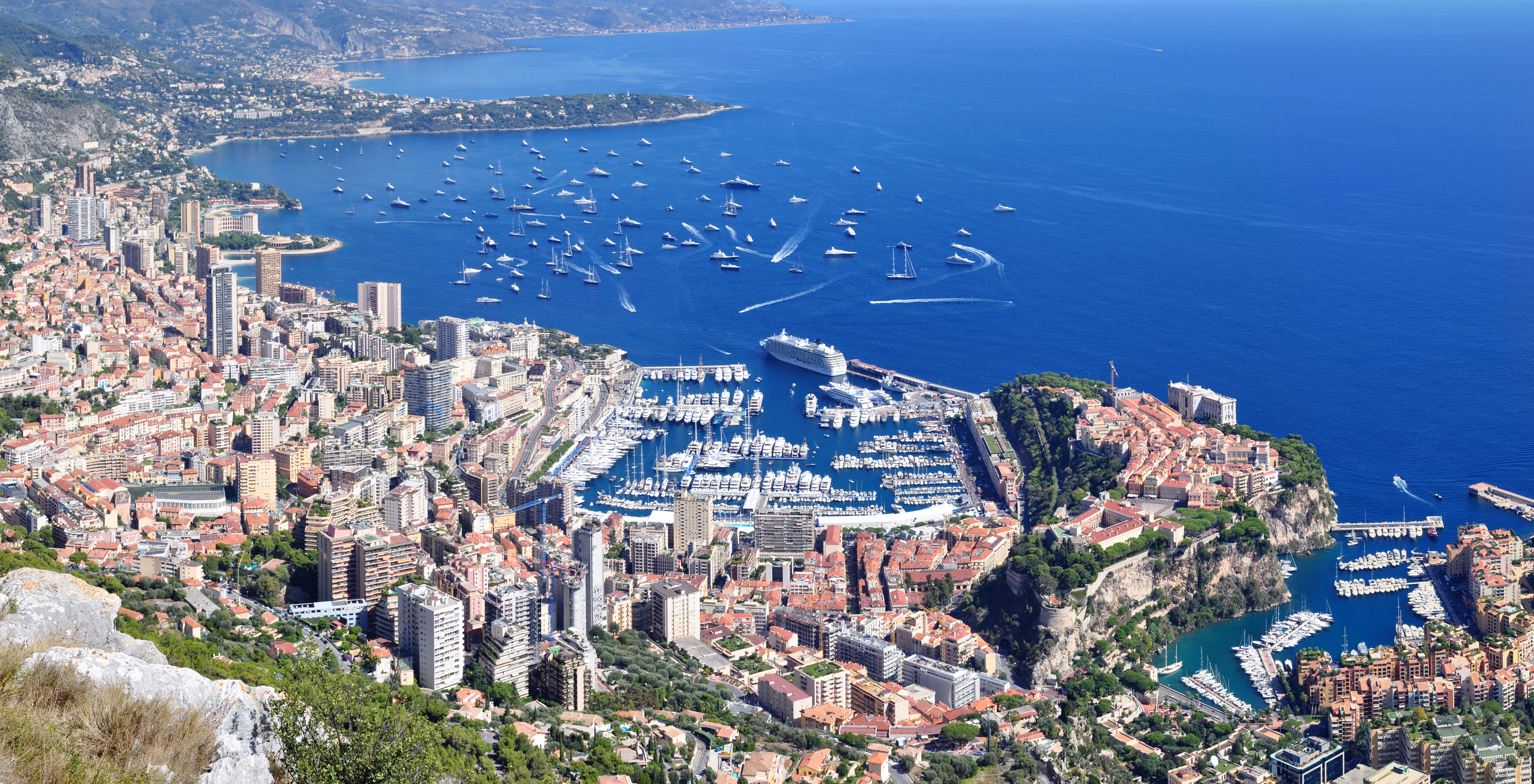
2011年のモナコ

2002年のモナコ、フランス間の条約では、モナコに王朝を続けるための後継者がいない場合でも、モナコ公国はフランスに併合されずに独立国家を維持することが明確化された。しかし、モナコの軍事的保護はフランスの責任のままである。
現在では公国の穏やかな気候、魅力的な風景、カジノなどの多くの賭博施設のためにモナコは観光名所として有名となっており、世界各国から旅行やレクリエーションのために観光客が訪れている。

## 関連文献

### 19世紀のもの
- C. B. Black, London: Adam & Charles Black, https://archive.org/stream/rivieraorcoastfr00blac#page/86/mode/2up

### 20世紀のもの
- “Monaco”, The Encyclopaedia Britannica (11th ed.), New York: Encyclopaedia Britannica, (1910), OCLC 14782424
- “Monaco”, Southern France, including Corsica (6th ed.), Leipzig: Baedeker, (1914)